# Камйонка (Опольський повіт)
Камйонка (пол. Kamionka) — село в Польщі, у гміні Ополе-Любельське Опольського повіту Люблінського воєводства.
Населення — 180 осіб (2011).
У 1975-1998 роках село належало до Люблінського воєводства.

## Демографія
Демографічна структура станом на 31 березня 2011 року:
|          | Загалом | Допрацездатний вік | Працездатний вік | Постпрацездатний вік |
| -------- | ------- | ------------------ | ---------------- | -------------------- |
| Чоловіки | 91      | 19                 | 59               | 13                   |
| Жінки    | 89      | 16                 | 47               | 26                   |
| Разом    | 180     | 35                 | 106              | 39                   |